# Astragalus leptynticus
Astragalus leptynticus är en ärtväxtart som beskrevs av Maassoumi. Astragalus leptynticus ingår i släktet vedlar, och familjen ärtväxter. Inga underarter finns listade i Catalogue of Life.